# Syllepte homomorpha
Syllepte homomorpha là một loài bướm đêm trong họ Crambidae.